# Kunst- und Glockengießerei Lauchhammer

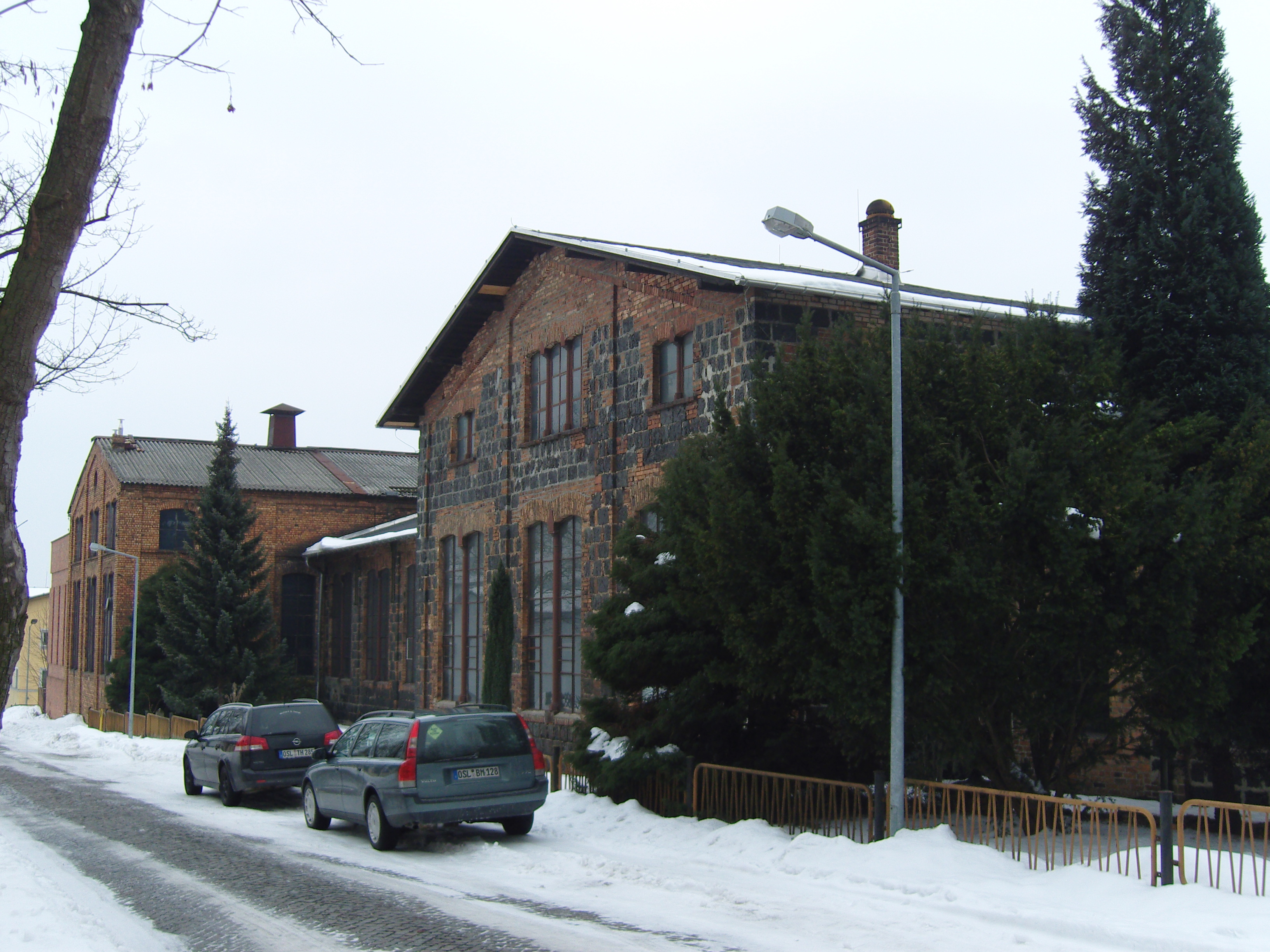
Bronzegießerei

Die Kunst- und Glockengießerei Lauchhammer ist ein 1725 gegründetes sächsisches, seit 1815 preußisches und heute südbrandenburgisches Unternehmen, das sich in Lauchhammer im Landkreis Oberspreewald-Lausitz befindet. 

## Geschichte

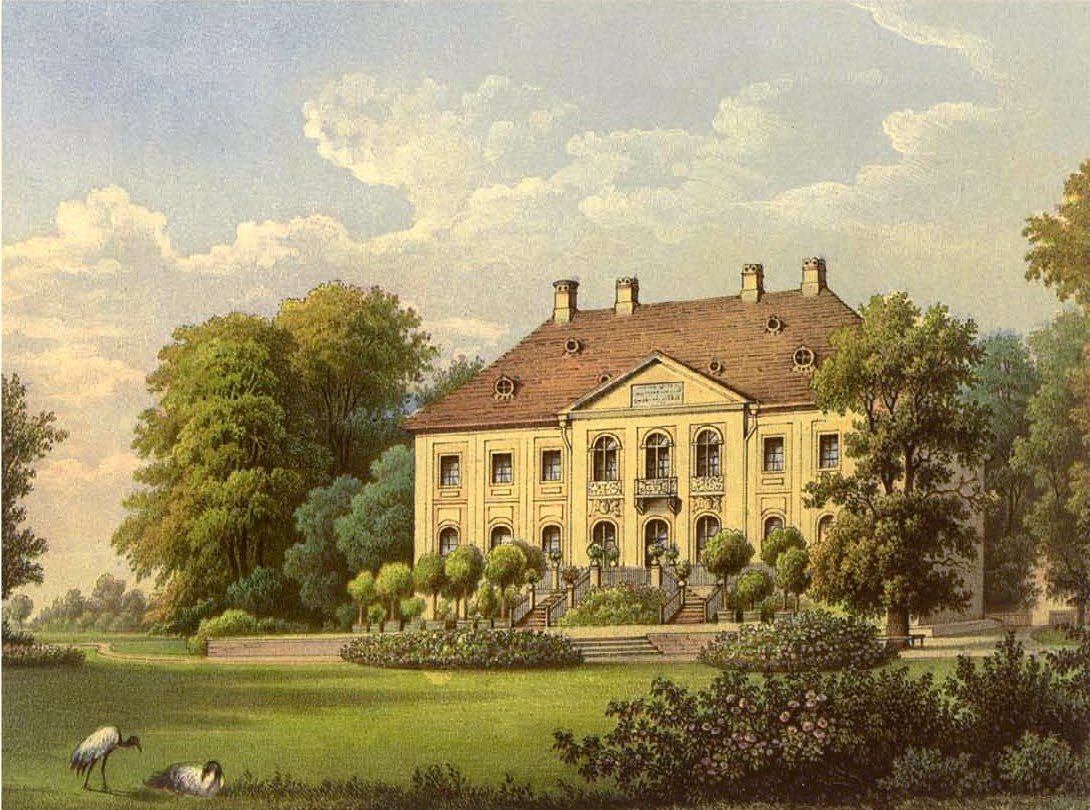
Schloss Mückenberg um 1860

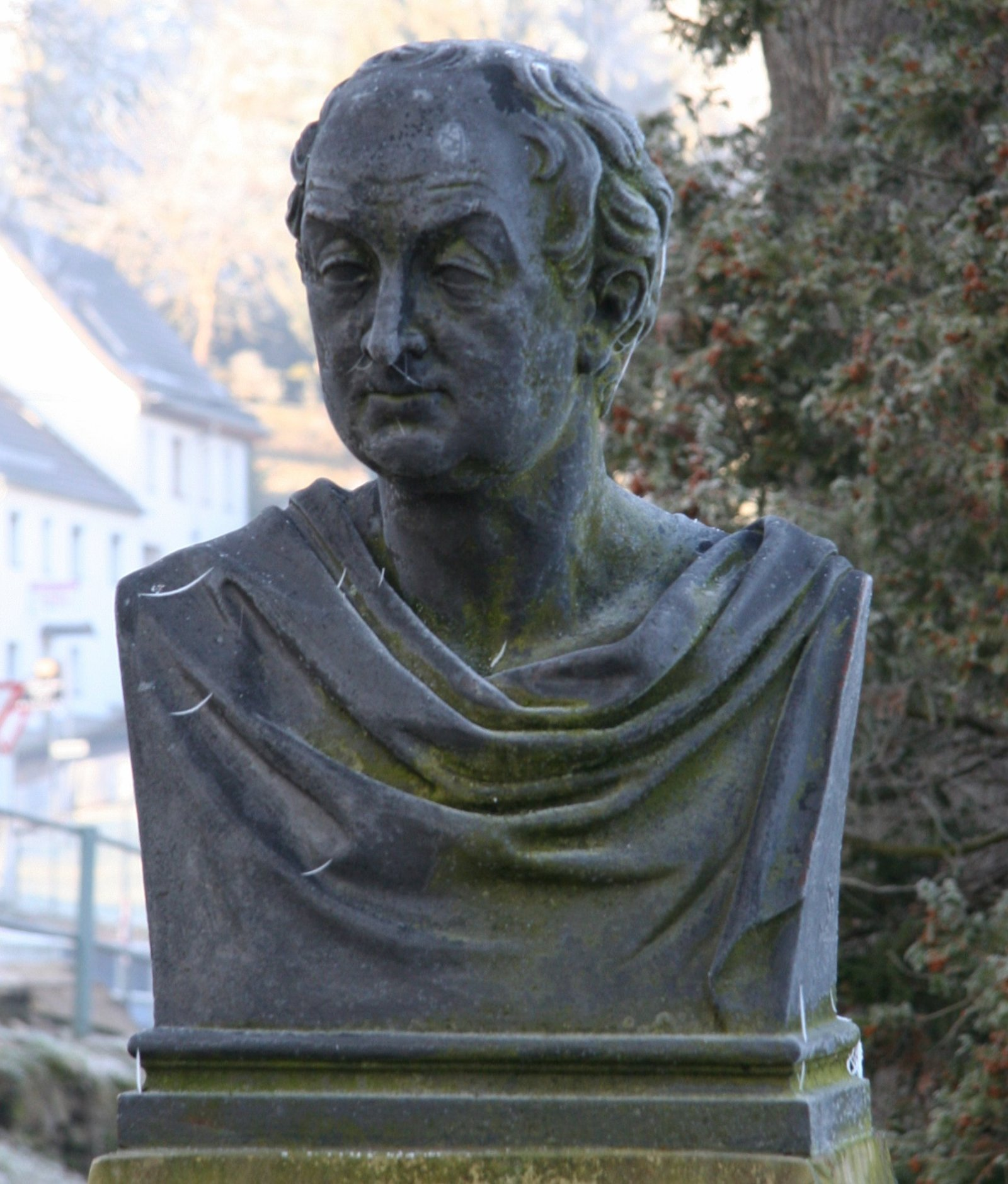
Detlev Carl von Einsiedel (Büste am Schloss Wolkenburg)

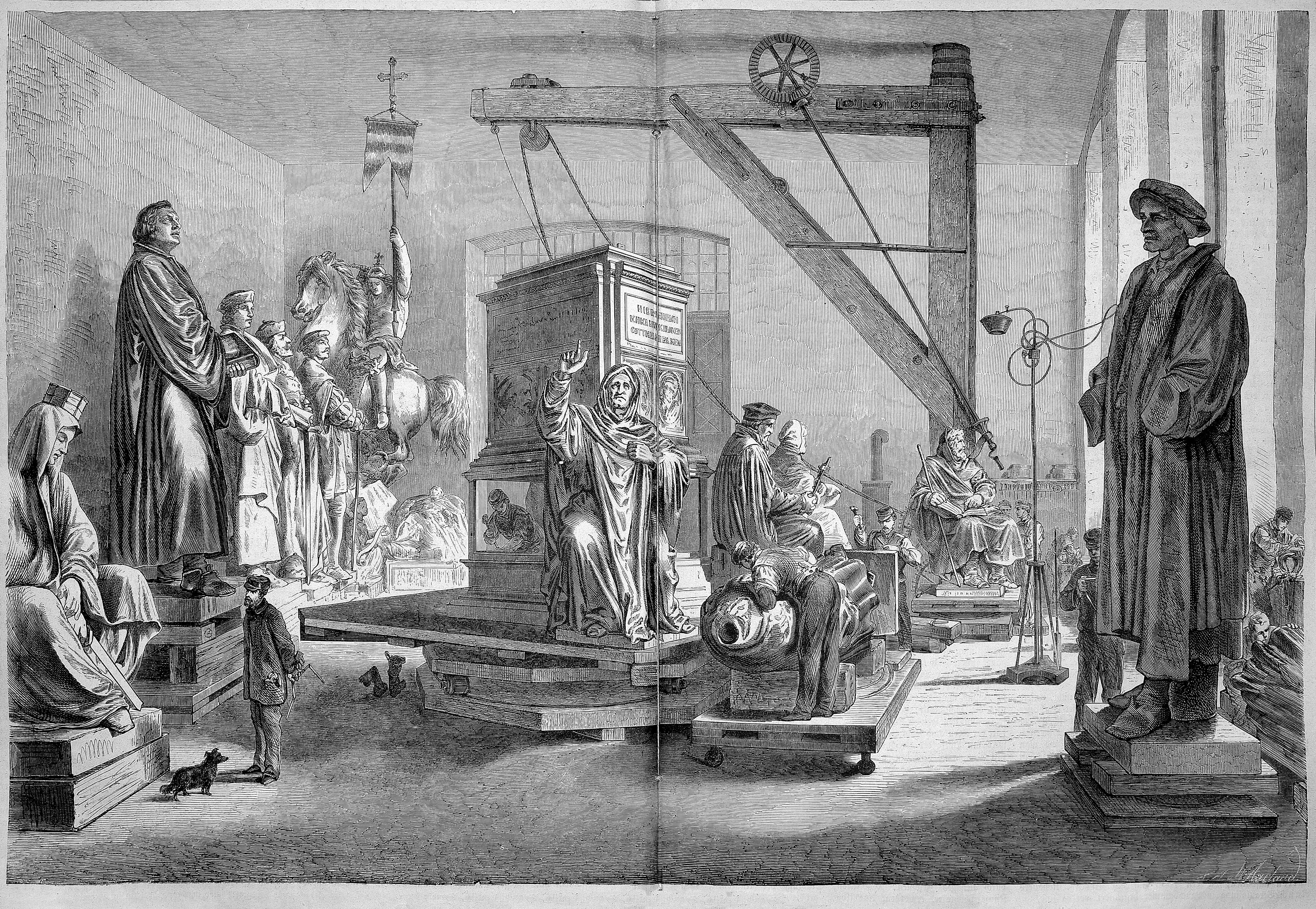
„Das Lutherdenkmal im Ciselirsaal zu Lauchhammer.“

### 18. Jahrhundert
Die Lauchhammeraner Kunst- und Glockengießerei hat ihren Ursprung in dem am 17. Juli 1725 von Freifrau Benedicta Margaretha von Löwendal gegründeten Lauchhammerwerk. Die Gemahlin des kursächsischen Oberhofmarschalls Woldemar von Löwendal ließ nach der Entdeckung umfangreicher Raseneisensteinvorkommen im Mückenberger Herrschaftsgebiet nördlich von Naundorf ein Eisenwerk errichten, das bald um mehrere Zweigbetriebe erweitert wurde.
Nachdem sie 1776 verstorben war, übernahm ihr Universalerbe Detlev Carl von Einsiedel die Geschicke der Herrschaft Mückenberg und damit auch des Lauchhammers. Da der kunstsinnige Einsiedel ab 1781 erste Versuche im Eisenkunstguss vornehmen ließ, gilt er als der Begründer des traditionsreichen Kunstgusses in Lauchhammer. 1784 gelang den beiden von Einsiedel engagierten Bildhauern Joseph Mattersberger und Thaddäus Ignatius Wiskotschill im Lauchhammerwerk erstmals der Nachguss einer antiken Bacchantin. Im selben Jahr wurde die in Eisenkunstguss gefertigte Große Vase geschaffen und 1788 folgte das Denkmal der Frau von Herculaneum für das Schloss Mückenberg, von dem im Jahr 2000 ein Nachguss geschaffen wurde, der sich heute im einstigen Schlosspark befindet. Neben Kunstwerken, die Einsiedel unter anderem in den Parkanlagen seiner Besitzungen in Mückenberg und Wolkenburg aufstellen ließ, entstanden in der Eisengießerei profane Gebrauchsgegenstände, Bauguss- und Maschinenteile.

### 19. Jahrhundert
1837 entstand ein Gusseiserner Baldachin nach einem Entwurf von Karl Friedrich Schinkel, der an den schwedischen König Gustav Adolf erinnert, der in der Schlacht bei Lützen 1632 fiel.
Anfang des 19. Jahrhunderts begannen in der Gießerei Arbeiten zum Bronzeguss. Große Beachtung fanden 1841 die nach einem Modell von Christian Daniel Rauch geschaffenen Bronzestatuen der ersten christlichen polnischen Fürsten Mieczyslaw und Boleslaw im Posener Dom. Die Kunstgießerei war bald weltweit auf zahlreichen Ausstellungen vertreten und errang Goldmedaillen, wie auf der Weltausstellung 1855 in Paris.
Von 1864 bis 1867 fertigten die Gießereiarbeiter unter Leitung des Ingenieurs Wilhelm Rose eine gusseiserne Säulenhalle für den Gezira-Palast auf der Nilinsel Gezira in Kairo. Das vom Architekten Carl von Diebitsch entworfene 400 Tonnen schwere Bauwerk hatte eine Länge von 300 Metern und war 15 Meter hoch. Von ihm sind im 21. Jahrhundert nur noch einige Teile erhalten, die in die Hotelanlage Marriott integriert sind.
Etwa zur selben Zeit entstand in der Kunstgießerei in siebenjähriger Arbeit Ernst Rietschels Lutherdenkmal für die Stadt Worms. Das aus zwölf Statuen, acht Reliefbüsten, sechs Reliefs und vierundzwanzig Städtewappen bestehende Monument wurde am 25. Juni 1868 enthüllt. Es gilt als eines der weltweit größten Reformationsdenkmäler und ist – vielfach nachgegossen – das wohl Berühmteste in Lauchhammer gegossene Kunstwerk.
Sporadisch erfolgten im 19. Jahrhundert erste Gussarbeiten für Kirchenglocken.

### 20. Jahrhundert
Nach dem Ersten Weltkrieg entwickelte sich der Bereich Bronzeglockengießerei, der allein zwischen 1920 und 1939 etwa 500 Glocken hervorbrachte, die in die ganze Welt verschickt wurden. Im Nationalsozialismus entstand in der Gießerei vor allem „nationalsozialistische Kunst von der Großplastik bis zur Plakette“.
Zu DDR-Zeiten war die Gießerei ein Teilbetrieb des VEB Schwermaschinenbau Lauchhammerwerk.
1954 wurde mit dem Stalin-Denkmal von Johannes Friedrich  Rogge das erste Standbild nach dem Ende des Zweiten Weltkrieges gegossen. Monumente wie die von Fritz Cremer geschaffene Figurengruppe des Mahnmals im KZ Buchenwald, Tierplastiken im Berliner Tierpark und viele weitere den Zeitgeist widerspiegelnde Kunstwerke entstanden damals. Andere wie der Berliner Neptunbrunnen oder der Leipziger Mendebrunnen wurden in Lauchhammer restauriert.
Die Gießerei stellte die Herstellung von Glocken in den 1970er Jahren ein. Stattdessen konzentrierte sich die Firmenleitung auf Kunstguss. 1990 wurde die Gießerei privatisiert. 1993 übernahm die Glockengießerei Rincker den Betrieb. Rincker brachte die für den Glockenguss notwendigen Rippenkonstruktionen in den Betrieb ein. So konnte der traditionelle Glockenguss 1994 wieder aufgenommen werden.

### 21. Jahrhundert
2012 veräußerte Rincker die 1993 übernommene Gießerei. Sie musste sich fortan selbst um die Erstellung der Glockenrippen bemühen. Im April 2015 wurde die 800. Glocke seit der Wiederaufnahme gegossen. Die Glocken wurden weltweit vertrieben, so gingen sie bis nach Chile, Indonesien, Japan und Tansania. Im Juni 2017 wurde der Glockenguss eingestellt. Im Oktober 2024 wurde aufgrund mangelnder Nachfrage ein Insolvenzverfahren eingeleitet, von dem 26 Mitarbeitende des Betriebs betroffen sind. Seit 2025 wird die Kunstgiesserei Lauchhammer durch die KGL Kunstguss Lauchhammer GmbH fortgeführt.

## Werke (Auswahl)

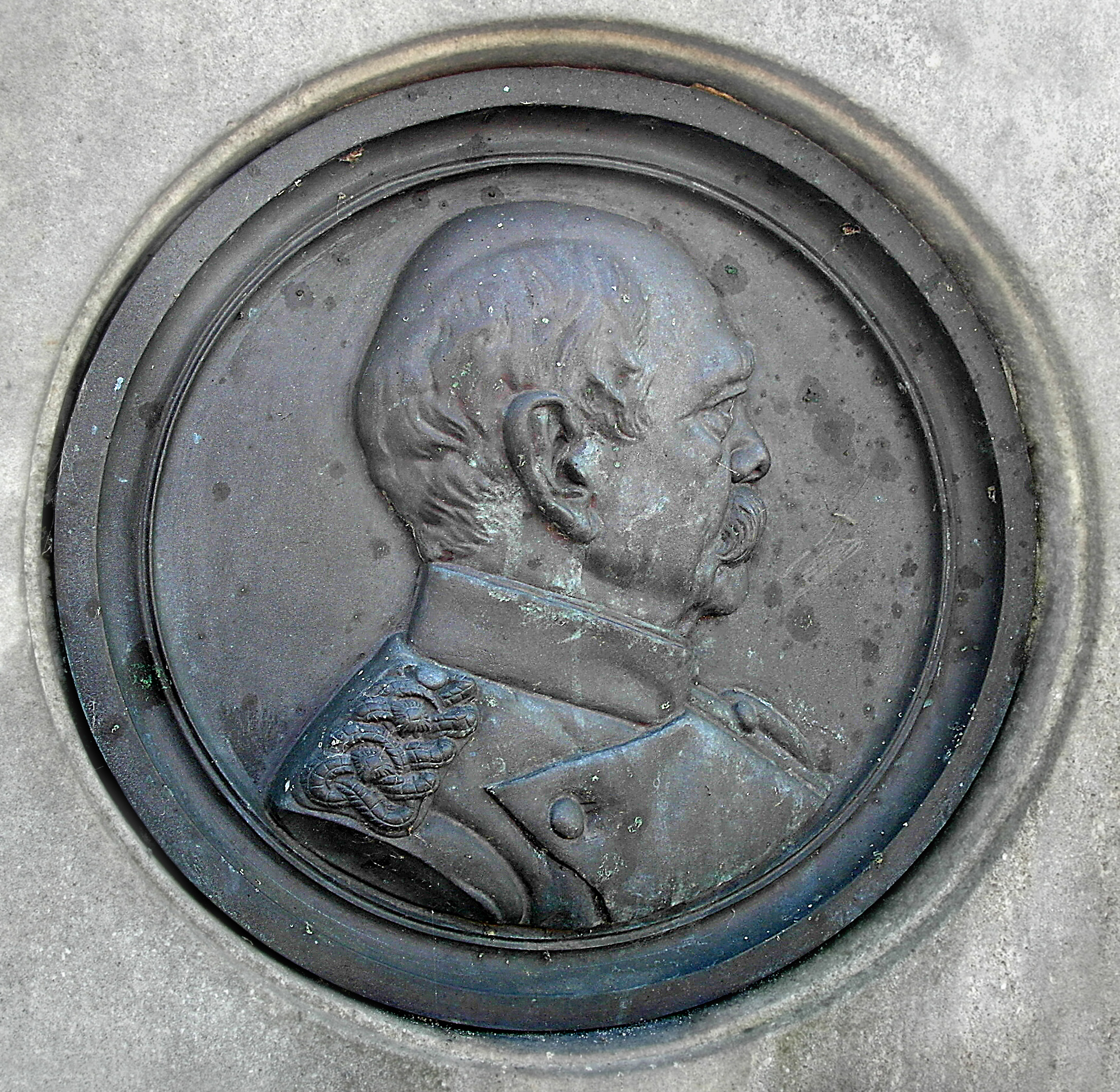
Otto von Bismarck Medaillon (1837) an der Bismarckbrücke in Dresden, Nachguss 1988
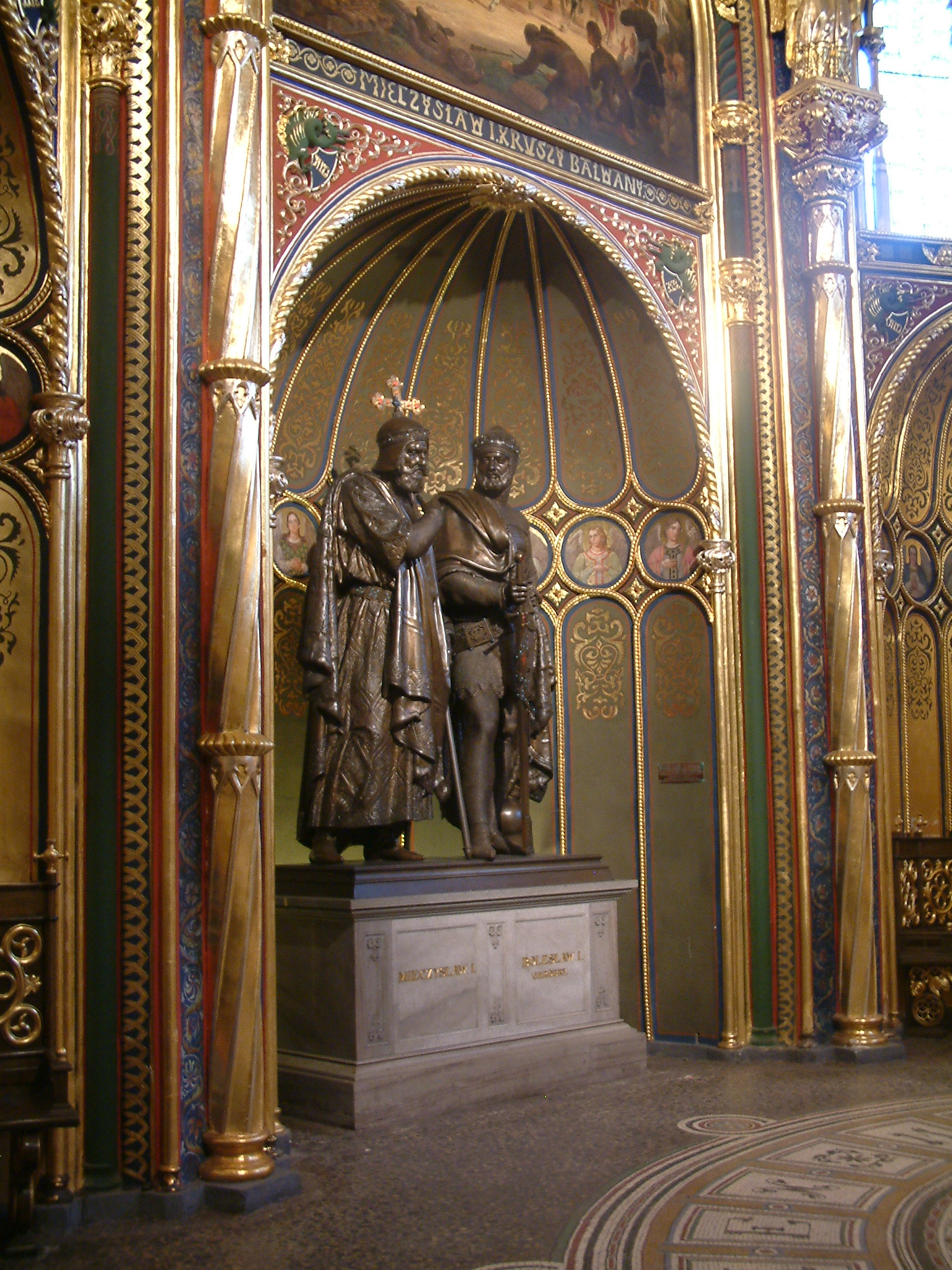
Grabdenkmal für Mieszko I. und Bolesław Chrobry im Posener Dom
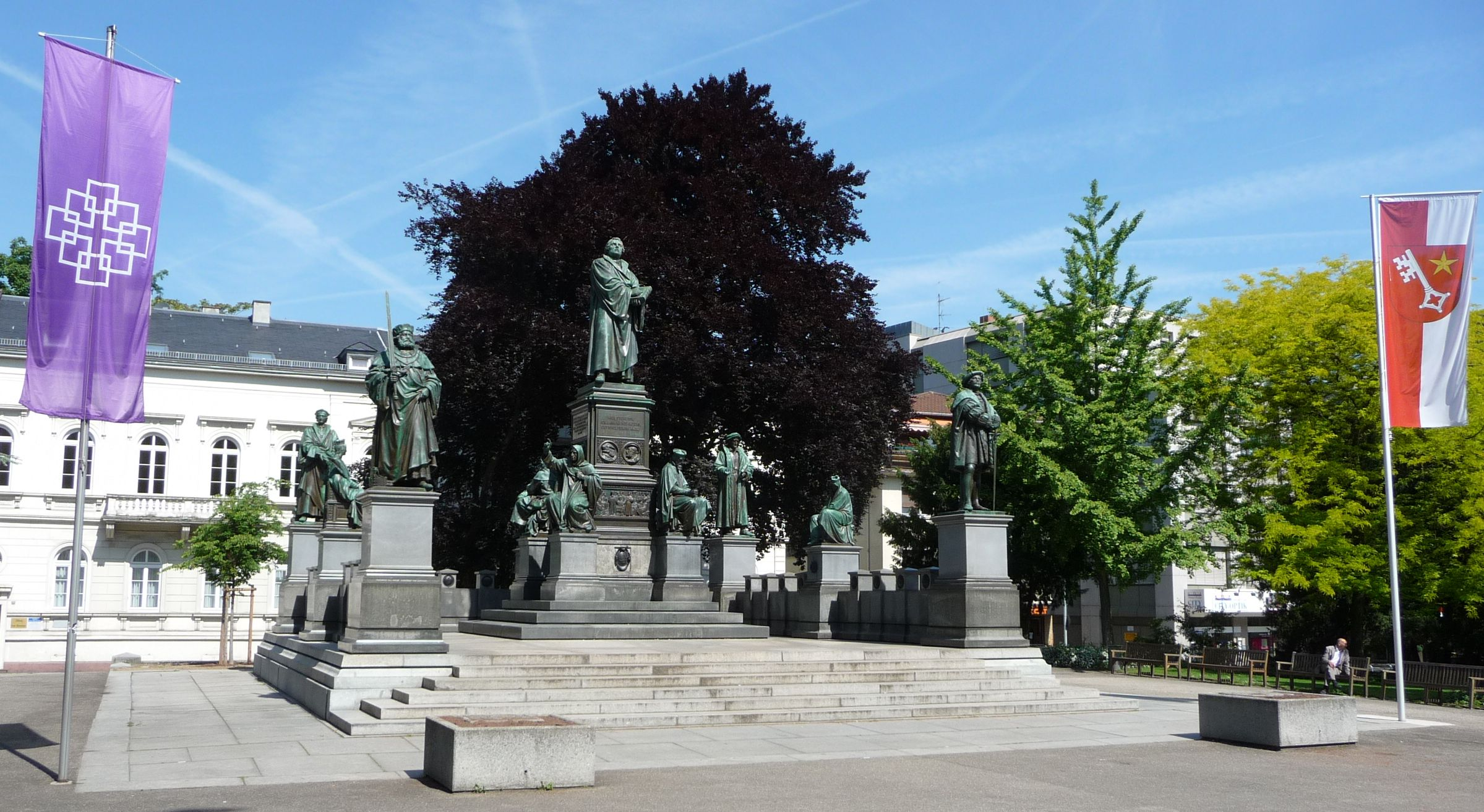
Lutherdenkmal Worms
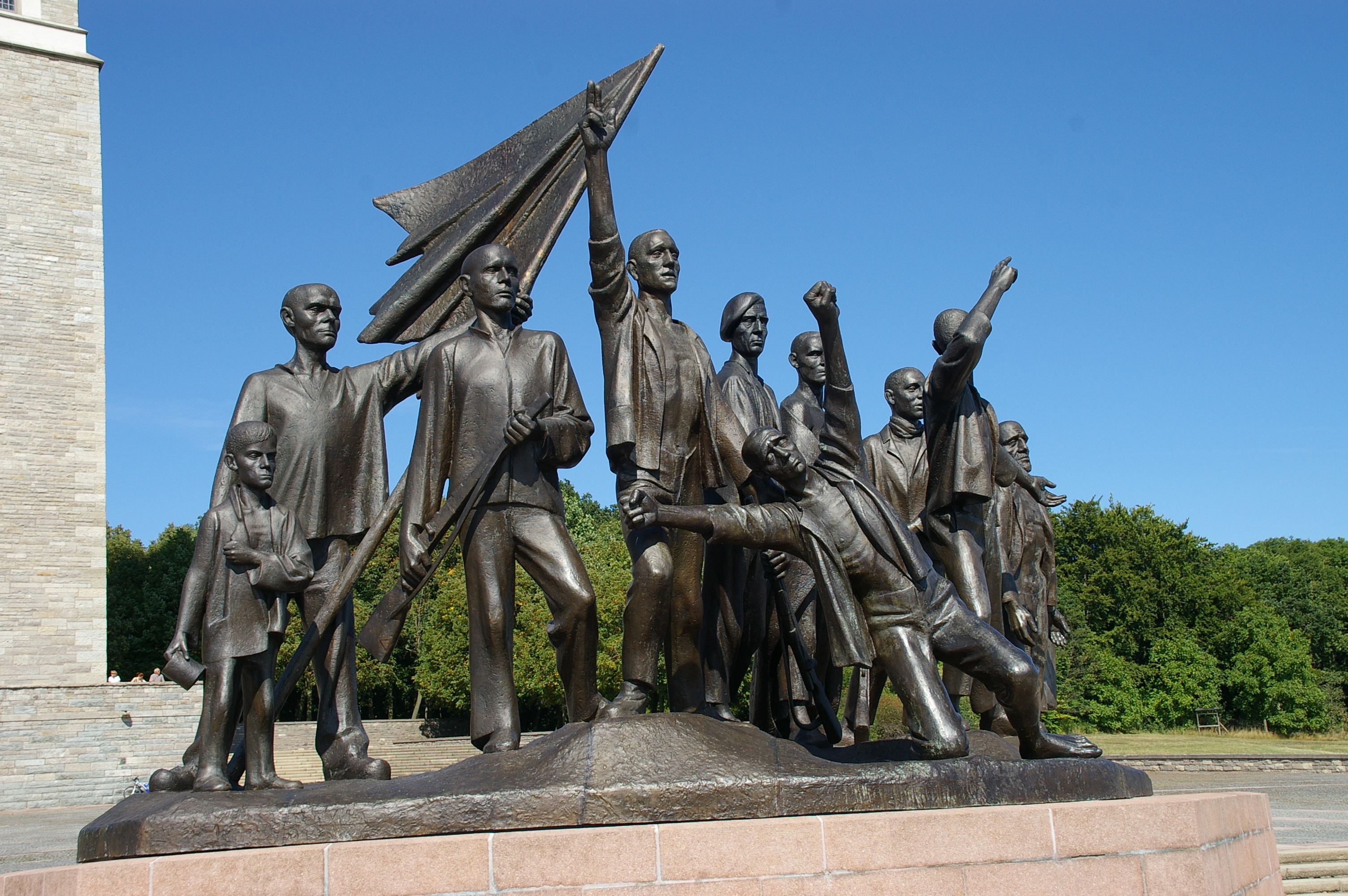
Buchenwald-Denkmal von Fritz Cremer
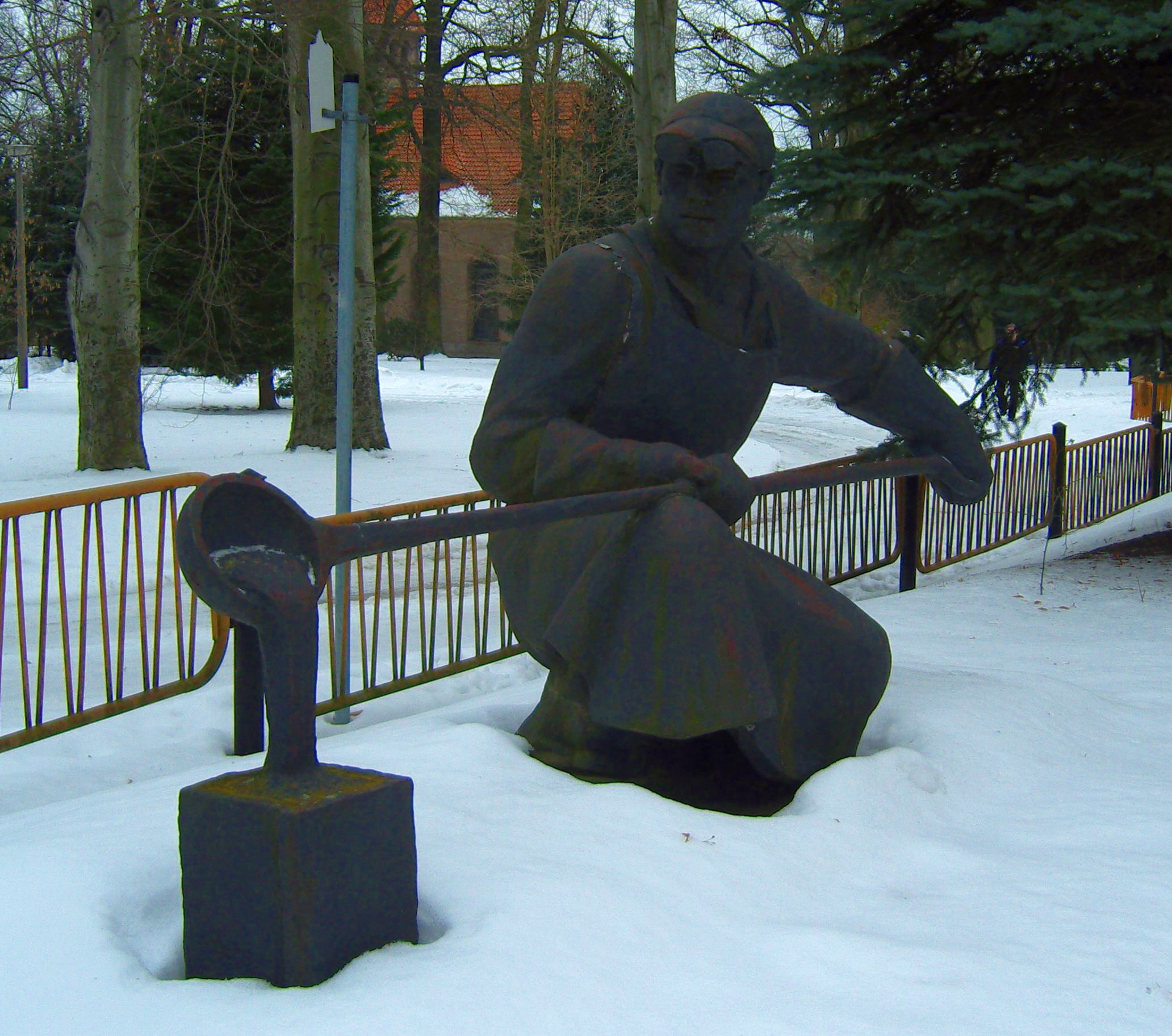
Bronzeplastik eines Gießers vor dem Kunstgussmuseum in Lauchhammer
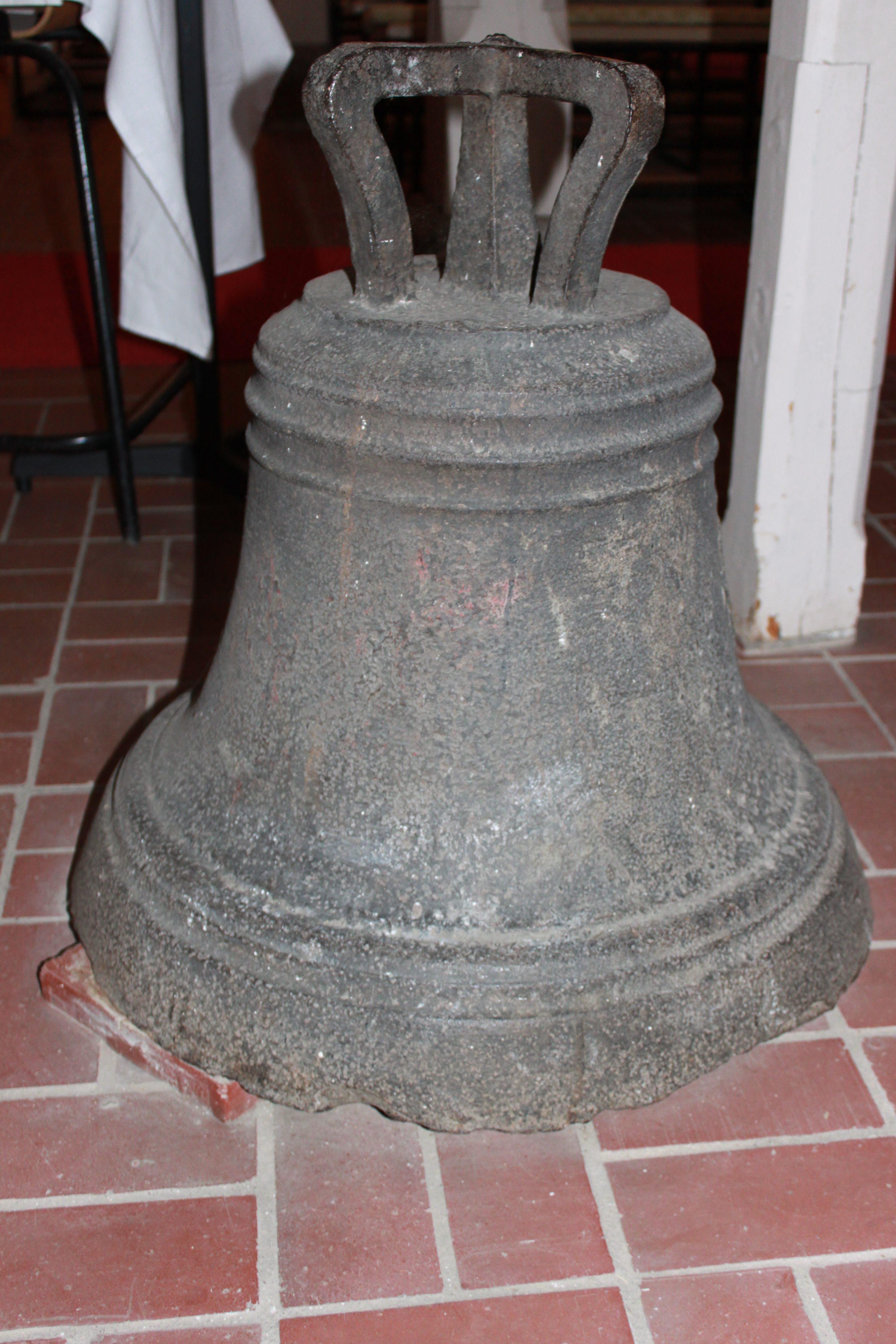
Glocke in der Kirche von Gröden
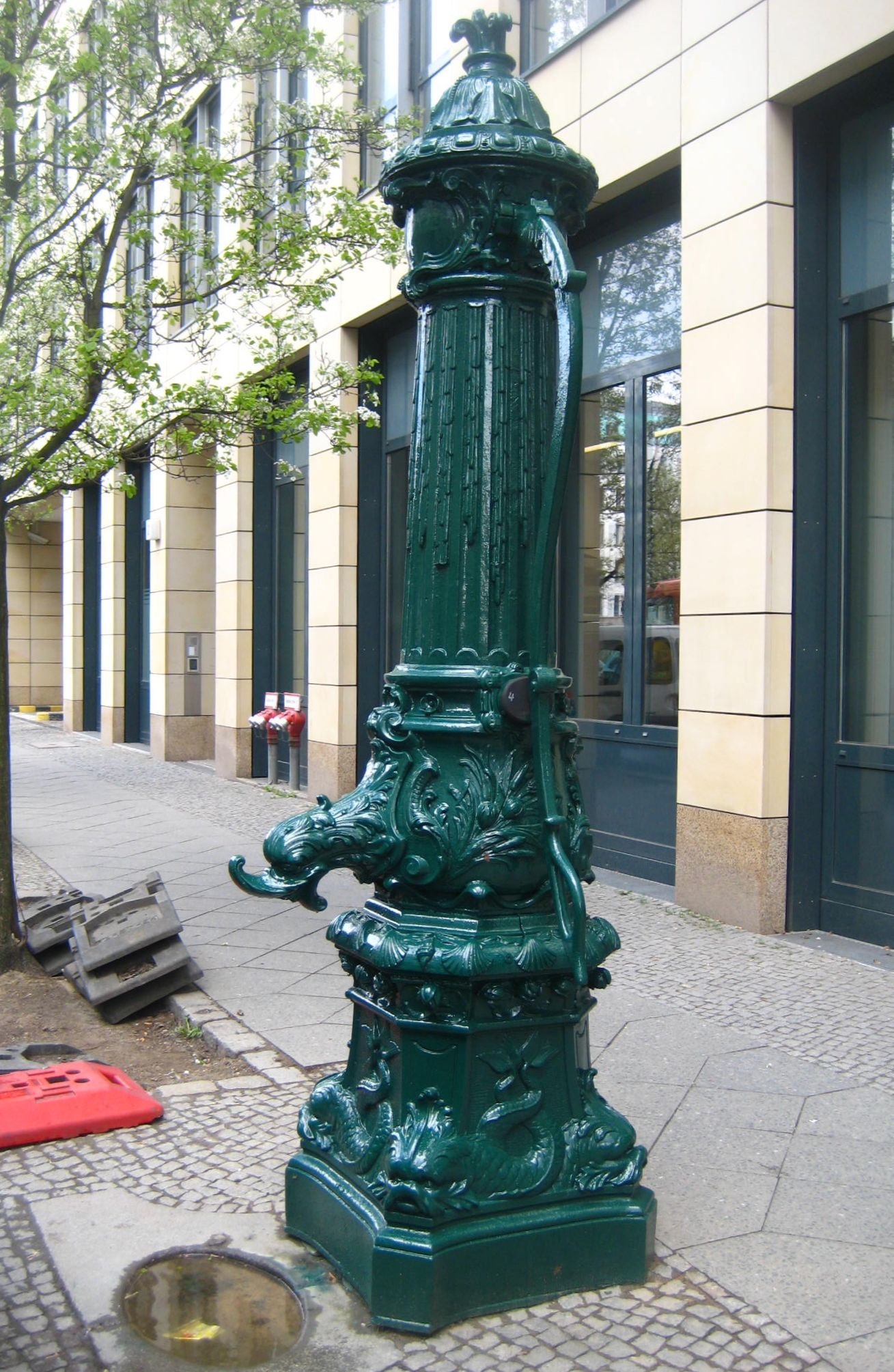
Berliner Straßenbrunnen (1895)

## Ausstellungen
Das 1993 in Lauchhammer-Ost eröffnete Kunstgussmuseum Lauchhammer stellt in einer ständigen Exposition die über 200 Jahre alte Geschichte des Kunstgusses in Lauchhammer dar. Das Museum beherbergt neben Eisen- und Bronzegüssen als wichtigsten Teil einen etwa 2800 Stücke umfassenden historischen Modellfundus der Gießerei. Neben der ständigen Ausstellung wechseln sich in der Einrichtung verschiedene Sonderausstellungen zum Thema ab.

## Persönlichkeiten

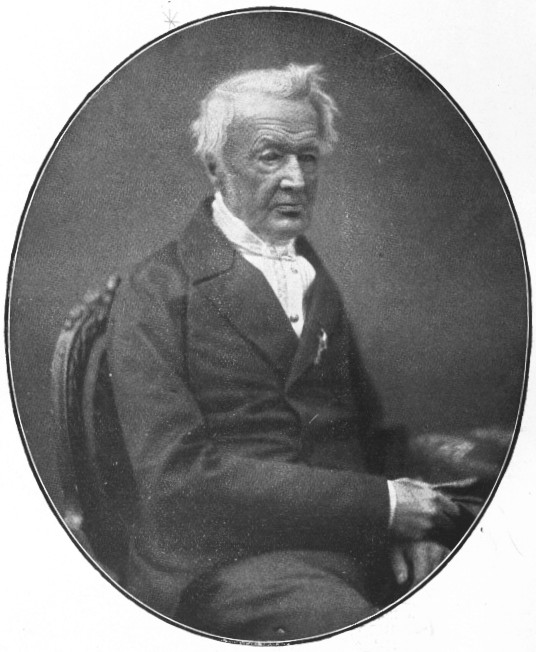
Detlev von Einsiedel um 1860

- Benedicta Margareta von Löwendal (1683–1776), Gründerin des Lauchhammerwerkes
- Detlev Carl von Einsiedel (1737–1810), Begründer des Eisenkunstgusses in Lauchhammer
- Detlev von Einsiedel (1773–1861), Sohn des Detlev Carl von Einsiedel, unter seiner Leitung erlangte die Kunstgießerei Weltruhm